# Glomerella tucumanensis
Glomerella tucumanensis är en svampart som först beskrevs av Speg., och fick sitt nu gällande namn av Arx & E. Müll. 1954. Glomerella tucumanensis ingår i släktet Glomerella och familjen Glomerellaceae.   Inga underarter finns listade i Catalogue of Life.